# Градски стадион (Своге)
42°57′44″ с. ш. 23°21′00″ и. д. / 42.962222° с. ш. 23.35° и. д.
Градският стадион в град Своге има капацитет от 3500 седящи места. Използва се от отбора на Спортист (Своге). Стадионът беше ремонтиран и тревното покритие позволява да се играят срещи и от по-висок ранг. 
От сезон 2020/2021 година "Спортист" Своге е член на Втора професионална футболна лига и завърши сезона на 5-то място в крайното класиране.
Отборът на „Спортист“ се класира през 2007 г. за първи път в Б футболна група и стадиона отговаря на изискванията за провеждане на футболни срещи от такъв тип, игралното поле е с размери 100/50. Тренировъчно игрище за подготовка на дюш е с размери 80/40.